# Слевешть
Слевешть, Слевешті (рум. Slăvești) — село у повіті Телеорман в Румунії. Входить до складу комуни Тетерештій-де-Жос.
Село розташоване на відстані 72 км на захід від Бухареста, 42 км на північ від Александрії, 110 км на схід від Крайови, 149 км на південь від Брашова.

## Населення
За даними перепису населення 2002 року у селі проживали 754 особи. Усі жителі села рідною мовою назвали румунську.
Національний склад населення села:
| Національність | Кількість осіб | Відсоток |
| -------------- | -------------- | -------- |
| румуни         | 747            | 99,1%    |
| цигани         | 7              | 0,9%     |